# سركرة (حومة دشتستان)
سركرة (بالفارسية: سرکره) هي قرية تقع في إيران في منطقة مركزية ريفية. يقدر عدد سكانها بـ 1,789 نسمة .